# Lophiidae
Famille
Les Lophiidae sont une famille de poissons de l'ordre des Lophiiformes, dont le représentant le plus célèbre est la Baudroie commune. 

## Liste des genres
Selon World Register of Marine Species (12 novembre 2014) :
- genre Lophiodes Goode & Bean, 1896 -- 17 espèces
- genre Lophiomus Gill, 1883 -- 1 espèce
- genre Lophius Linnaeus, 1758 -- 7 espèces
- genre Sladenia Regan, 1908 -- 3 espèces

Selon Paleobiology Database (16 février 2019) :
- genre † Caruso Carnevale et Pietsch[3], 2012

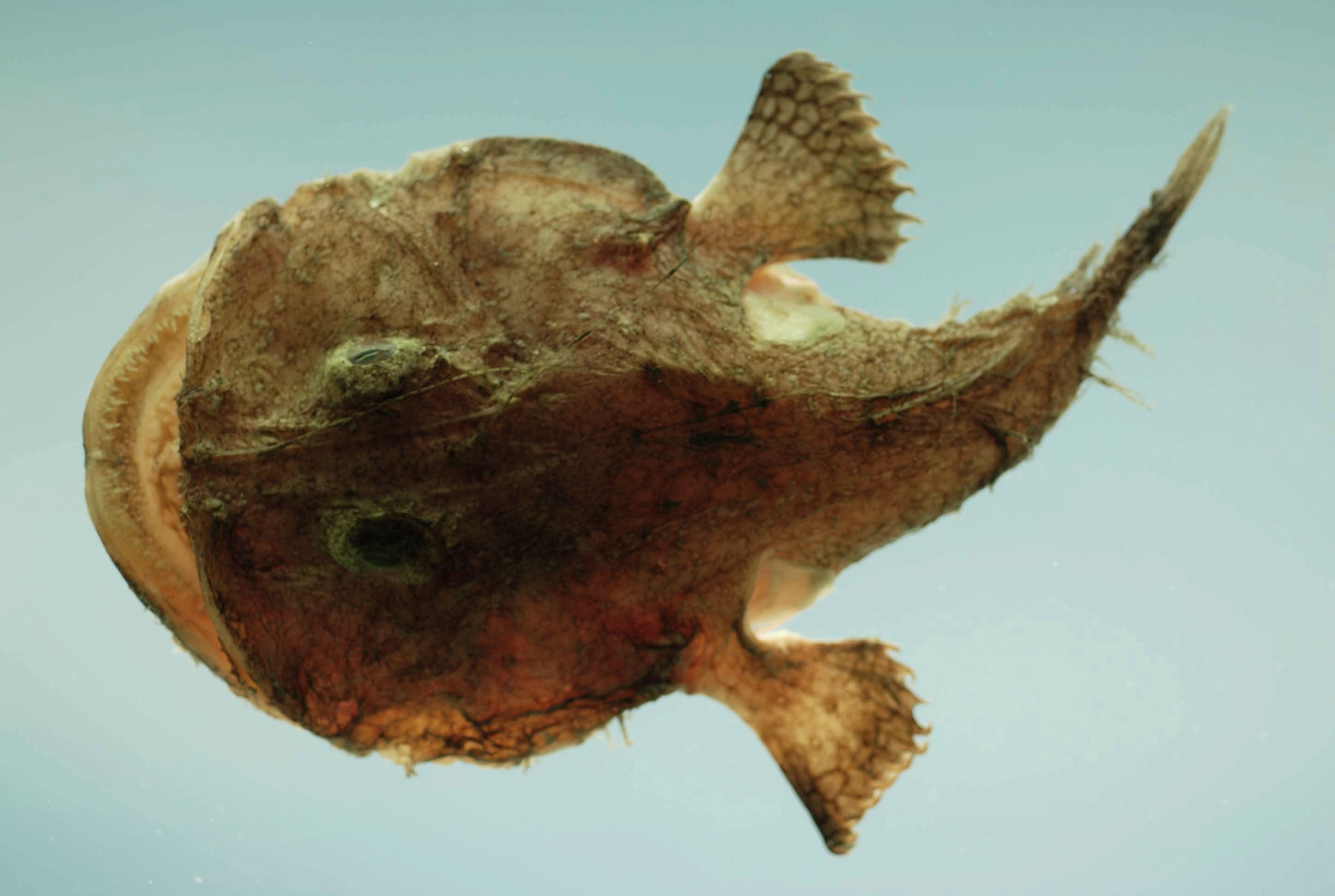
Lophiodes reticulatus
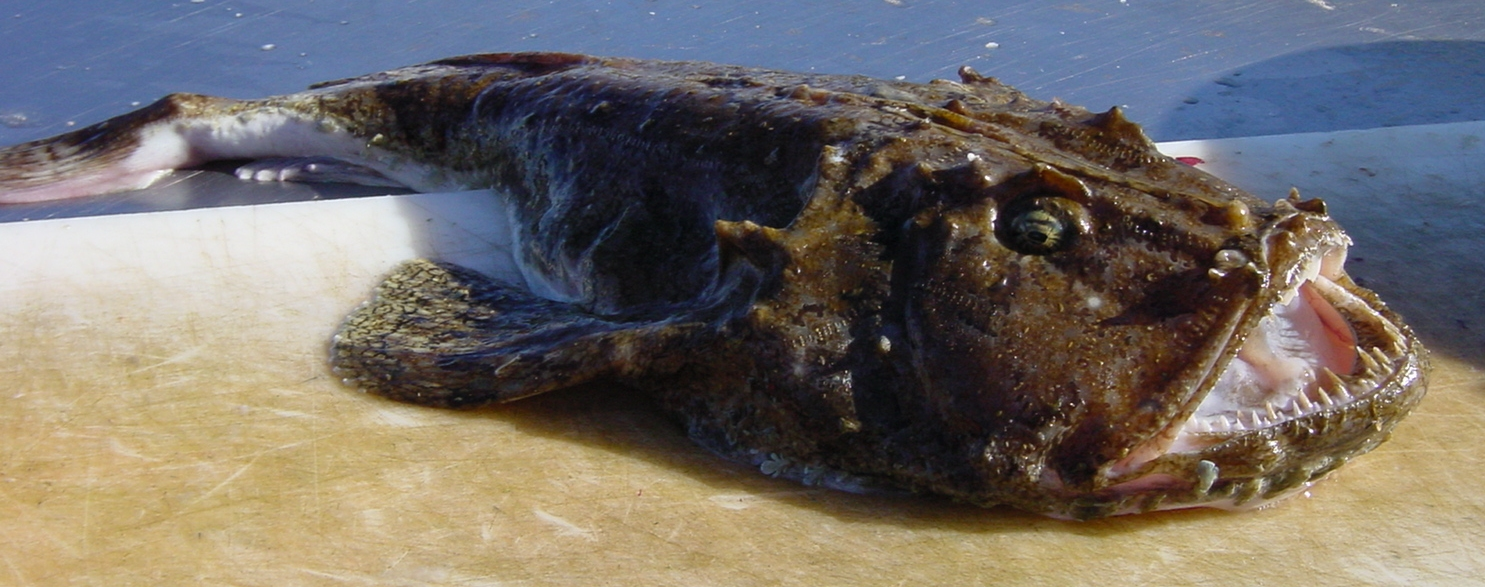
Baudroie commune (Lophius piscatorius)
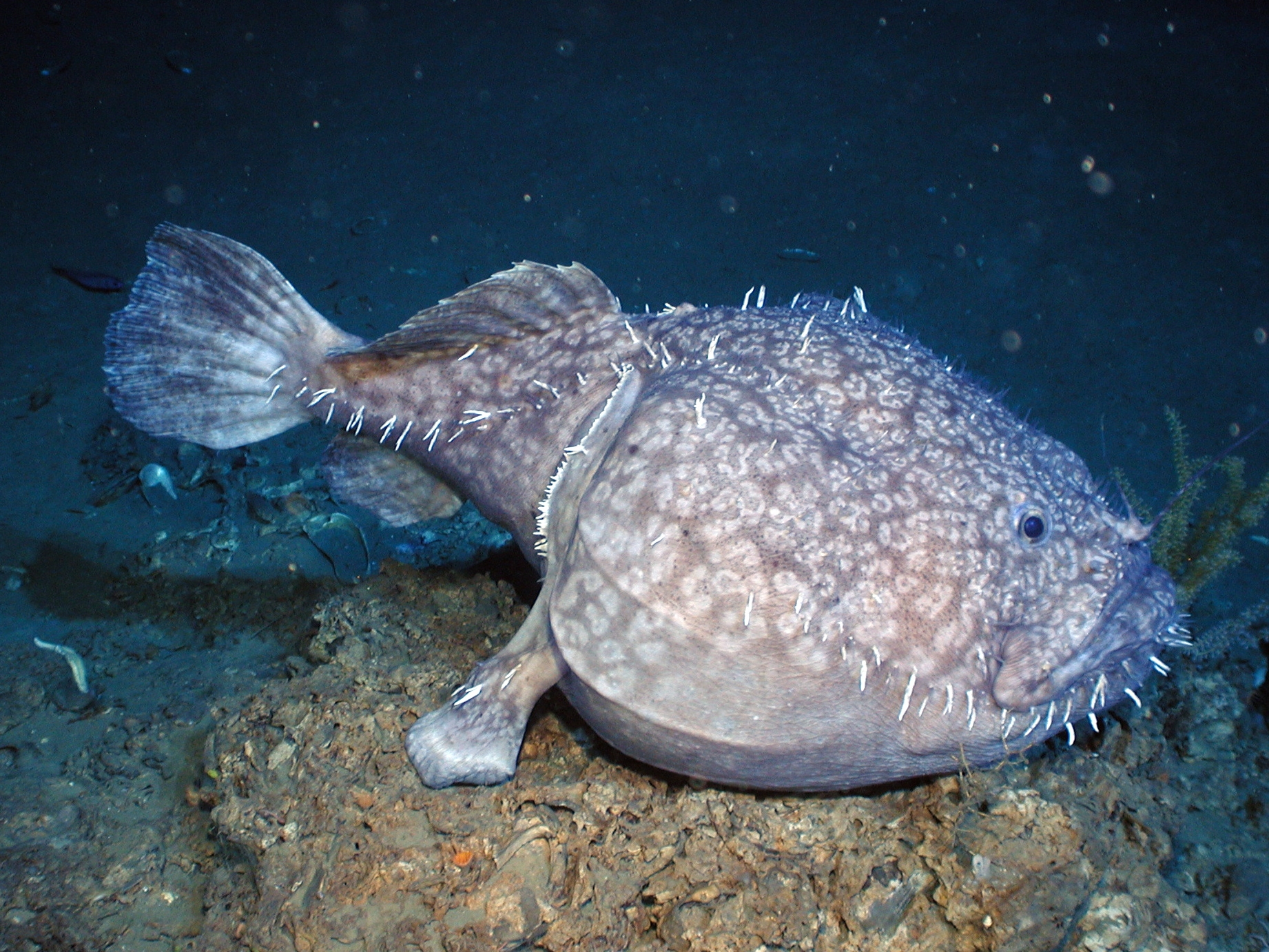
Sladenia shaefersi

## Étymologie
Le nom de cette famille, Lophiidae, vient du grec ancien λόφος, lophos, « crête ».